# مونتمورنسی، میشیگان
مونتمورنسی (به انگلیسی: Montmorency Township) یک منطقهٔ مسکونی در ایالات متحده آمریکا است که در شهرستان مونمورانسی، میشیگان واقع شده‌است.
 مونتمورنسی ۳۶۳٫۹ کیلومتر مربع مساحت و ۱٬۲۰۲ نفر جمعیت دارد و ۲۷۵ متر بالاتر از سطح دریا واقع شده‌است.